# Oronomis
Oronomis és un gènere d'arnes de la família Crambidae. Conté només una espècie, Oronomis xanthothysana, que es troba a l'Índia (Sikkim).